# Ozero Jazjginja
Ozero Jazjginja (ryska: Озеро Яжгиня) är en sjö i Belarus.   Den ligger i voblasten Vitsebsks voblast, i den norra delen av landet, 180 km norr om huvudstaden Minsk. Ozero Jazjginja ligger 136 meter över havet. Arean är 0,65 kvadratkilometer. Den sträcker sig 0,9 kilometer i nord-sydlig riktning, och 1,0 kilometer i öst-västlig riktning.
Omgivningarna runt Ozero Jazjginja är en mosaik av jordbruksmark och naturlig växtlighet. Runt Ozero Jazjginja är det glesbefolkat, med 19 invånare per kvadratkilometer.